# Bögöly (regény)
A Bögöly az ír származású Ethel Lilian Voynich regénye, melyet az Amerikai Egyesült Államokban, 1897-ben adtak ki először. Az 1840-es évek Itáliájában játszódik a regény, akkor, amikor az olasz hazafiak az osztrák fennhatóság ellen folytattak kilátástalan a harcot. 
A regény három könyvre van felosztva, az első Arthur (Bögöly) fiatalkoráról és szökéséről, a második és harmadik könyv pedig Bögöly visszatéréséről és olaszországi tevékenységéről szól. Voynich írt egy másik regényt is a főhősről, An Interrupted Friendship – (meaning "The Gadfly in exile") címmel, ami Bögöly önkéntes száműzetéséről szól a dél-amerikai kontinensen (A Bögöly c. regény első és második könyve közötti időszak). Ez a regény magyar nyelven sohasem jelent meg.

## Szereplők
- Arthur Burton: angol származású, katolikus vallású szabadságharcos, az Ifjú Itália tagja.
- Lorenzo Montanelli: katolikus pap, Arthur tanulmányainak felügyelője, a fiú gyóntatója és bizalmasa.

## Megjelenések
Voynich regénye 32 nyelven jelent meg. Lefordították többek közt orosz, cseh, lengyel, mandarin, jiddis, ukrán, héber, magyar, bolgár, dán, holland, német, mongol, szlovén, tatár nyelvre, valamint a Szovjetunió összes tagköztársaságának nyelvére.

### angol nyelven
A teljesség igénye nélkül:
- The Gadfly, Henry Holt and Company, 1897, New York, 373. o.[3]
- The Gadfly, William Heinemann, 1913, London, 373. o.[4]
- The Gadfly, Hardpress Ltd., 2013, 402. o.[5][6]

### magyarul
1. Bögöly, Ifjúsági Könyvkiadó, 1951, Budapest, ford.: Gergely Viola, 275. o.
2. Bögöly, Ifjúsági Könyvkiadó, 1954, Budapest, ford.: Kilényi Mária, 316. o.[7]
3. Vihar Itália Felett: Bögöly, Ifjúsági Könyvkiadó, 1956, Budapest, ford.: Kilényi Mária, ill.: Muray Róbert
4. A Bögöly, Európa Könyvkiadó, 1962, Budapest, ford.: Kilényi Mária, utószó: Czibor János, ill.: Rogán Miklós, 364. o.
5. Vihar Itália Felett: Bögöly, Móra Ferenc Könyvkiadó, 1965, Budapest, ford.: Kilényi Mária, utószó: Elek István, ill.: Szecskó Tamás, 310. o.
6. A Bögöly, Kriterion, 1972, Bukarest, ford.: Kilényi Mária, ill.: Paulovics László, 322. o.
7. Vihar Itália Felett: Bögöly, Móra Ferenc Könyvkiadó, 1990, Budapest, ford.: Kilényi Mária, 317. o.[8]

## Adaptációk

### Film
A regény több filmadaptációt is megélt, feldolgozta többek között:
- Viktor Shklovsky forgatókönyve alapján 1955-ben Aleksandr Faintsimmer[9]
- Valeri Frid, Yuli Dunsky forgatókönyve alapján 1980-ban Nikolay Mashchenko.[10]

#### Aleksandr Faintsimmer filmje
1955-ben készítik el a Szovjetunióban Ovod címmel (magyarra fordítva: Bögöly)

### Képregény
- 1976-ban Bögöly (Vihar Itália felett) címmel a Füles 18. számától a 31. számig jelent meg 28 oldalban.[11] A rajzokat Fazekas Attila készítette, a szöveget Cs. Horváth Tibor írta

## Érdekességek
- Az első magyar fordításban (1951) az írónő neve tévesen Voinich alakban szerepel.
- Oroszországban 1898-ban kezdték el nyomtatni, és 1917-ig tíz kiadást élt meg.[1]
- 1955-ben, a 92 éves írónőt ENSZ-tisztviselők és újságírók keresték fel. Ethel Lilian Voynich nem is tudott róla, hogy a keleti blokkban mekkora sikere van regényének. Az írónőnek 35.000 rubelt küldött a Szovjetunió méltányosságból.[12]